# 차이나조이
차이나조이 또는 중국 디지털 엔터테인먼트 엑스포 & 컨퍼런스(중국어: 中国国际数码互动娱乐展览会)는 중화인민공화국 상하이에서 매년 열리는 디지털 엔터테인먼트 엑스포이다. 중국과 아시아에서 개최되는 가장 큰 게임 및 디지털 엔터테인먼트 전시회이다. 차이나조이 2011년부터 2014년에는 상하이 SNIEC에서 개최되었다.